# مارس دي بارتولوميو
مارس دي بارتولوميو هو صحفي وسياسي لوكسمبورغي، ولد في 27 يونيو 1952 في دوديلانج في لوكسمبورغ. نشط حزبياً في حزب العمال الاشتراكي في لوكسمبورغ.

## مناصب
- انتخب نائب ‏ عن دائرة الجنوب [الإنجليزية]‏ وقد انضم خلال فترته النيابية  [لغات أخرى]‏ ( – 23 يوليو 2009) للكتلة البرلمانية حزب العمال الاشتراكي في لوكسمبورغ.
- انتخب نائب ‏ عن دائرة الجنوب [الإنجليزية]‏ خلال فترته النيابية  [لغات أخرى]‏ (30 أكتوبر 2018 – ).
- انتخب President of the Chamber of Deputies ‏ خلال فترته النيابية  [لغات أخرى]‏ (5 ديسمبر 2013 – 30 أكتوبر 2018).
- انتخب mayor in Luxembourg  [لغات أخرى]‏ عن دائرة دوديلانج (1994 – 30 يوليو 2004).